# غوستاف كوهن
غوستاف كوهن (بالألمانية: Gustav Cohn )‏ (و. 1840 – 1919 م) هو اقتصادي، ومؤلف، وأستاذ جامعي ألماني، ولد في بروسيا الغربية، توفي في غوتينغن، عن عمر يناهز 79 عاماً.

## التعليم
تعلم في جامعة ينا.